# Asfàltovaia Gorà
Asfàltovaia Gorà - Асфа́льтовая Гора́ (rus) és un possiólok del krai de Krasnodar, a Rússia. Es troba als vessants septentrionals del Caucas occidental, a la riba esquerra del riu Tukha, a 23 km a l'oest d'Apxeronsk i a 73 km al sud-est de Krasnodar, la capital. Pertany al municipi de Kabardínskaia.